# هاکوب ساریکیان
هاکوب (گیراگوس) ساریکیان (ارمنی: Հակոբ (Կիրակոս) Սառիկյան؛ زادهٔ ۱۸۷۲ - درگذشته تاریخ نامعلوم ) یک فرد نظامی، و فدایی اهل ارمنستان بود.

## زندگی‌نامه
در ۱۸۷۲ در گاندزاکار به دنیا آمد  تاریخ درگذشت وی نامعلوم است.